# Campionat del món d'escacs de 2024
El Campionat del món d'escacs de 2024 fou un matx d'escacs per determinar el Campió del món d'escacs. Es disputà entre el campió regnant i defensor del títol, Ding Liren de la Xina; i un aspirant, Gukesh D de l'Índia, el guanyador del Torneig de Candidats de 2024. El matx es va disputar entre el 25 de novembre i el 12 de desembre de 2024 a Singapur. Es jugava al millor de 14 partides, més desempats en cas que calguessin. El partit va ser guanyat per Gukesh per 7½–6½ després de 14 partides. La victòria va convertir en Gukesh en el 18è campió del món d'escacs indiscutit i, amb 18 anys, en el més jove de la història.

## Torneig de Candidats
Gukesh D es classificà guanyant el Torneig de Candidats de 2024, un doble round-robin a vuit jugadors que tingué lloc del 3 al 25 d'abril de 2024 a Toronto, Canadà.
Els vuit jugadors classificats foren:
| Mètode de classificació                                           | Jugador                                         | Edat          | Ràting        | Rànquing mundial |
| Mètode de classificació                                           | Jugador                                         | (Febrer 2024) | (Febrer 2024) | (Febrer 2024)    |
| ----------------------------------------------------------------- | ----------------------------------------------- | ------------- | ------------- | ---------------- |
| Segon del Campionat del món de 2023                               | Ian Nepómniasxi                                 | 33            | 2758          | 7                |
| Els tres primers classificats a la Copa del Món de 2023           | Magnus Carlsen (guanyador, retirat)             | 33            | 2830          | 1                |
| Els tres primers classificats a la Copa del Món de 2023           | R Praggnanandhaa (finalista)                    | 18            | 2747          | 13               |
| Els tres primers classificats a la Copa del Món de 2023           | Fabiano Caruana (tercer lloc)                   | 31            | 2804          | 2                |
| Els tres primers classificats a la Copa del Món de 2023           | Nijat Abasov (quart lloc, substitut de Carlsen) | 28            | 2641          | 96               |
| Els dos primers classificats del FIDE Grand Swiss Tournament 2023 | Vidit Gujrathi (guanyador)                      | 29            | 2747          | 14               |
| Els dos primers classificats del FIDE Grand Swiss Tournament 2023 | Hikaru Nakamura (finalista)                     | 36            | 2788          | 3                |
| El guanyador del Circuit de la FIDE de 2023                       | Gukesh D (finalista)                            | 17            | 2743          | 16               |
| Elo més alt de gener de 2024                                      | Alireza Firouzja                                | 20            | 2760          | 6                |

## Localització
L'1 de juny de 2024 la FIDE anuncià que tres ciutats havien presentat una candidatura a hostatjar el Campionat del Món: Nova Delhi (Índia), Chennai (Índia) i Singapur. L'1 de juliol s'anuncià que Singapur havia estat seleccionat com a seu de l'esdeveniment.